# Громковское сельское поселение
Гро́мковское се́льское посе́ление — муниципальное образование в составе Руднянского района Волгоградской области.
Административный центр — село Громки.

## История
Громковское сельское поселение образовано 21 декабря 2004 года в соответствии с Законом Волгоградской области № 969-ОД.

## Население
| 2010 | 2012 | 2013 | 2014 | 2015 | 2016 | 2017 |
| ---- | ---- | ---- | ---- | ---- | ---- | ---- |
| 652  | ↘644 | ↘643 | ↘627 | ↘602 | ↘589 | ↘588 |
| 2018 | 2019 | 2020 | 2021 |      |      |      |
| ↘582 | ↘572 | ↘564 | ↘555 |      |      |      |

## Состав сельского поселения
| № | Населённый пункт | Тип населённого пункта       | Население |
| - | ---------------- | ---------------------------- | --------- |
| 1 | Громки           | село, административный центр | 470       |
| 2 | Новый Кондаль    | село                         | 104       |
| 3 | Старый Кондаль   | село                         | 78        |